# 망고스틴
망고스틴(영어: purple mangosteen 또는 mangosteen)은 순다 열도 원산의 과일나무이다.
타이, 필리핀, 말레이시아 등 동남아시아에서 재배하며, 붉은 색의 향기로운 과일이 열린다.
인도에서는 껍질을 색감을 만드는 데 쓴다.
미얀마에서는 맹구스틴이라고 한다. 날씨에 민감하며 자라는 속도가 매우 더딘 편이다.
키는 9.5 m까지 자라며 한 나무에서 한 계절에 1000개 이상의 열매를 얻는다.
잎은 암녹색으로 두껍고광택이 나며 길이가 15~25 cm이고, 장밋빛의 큰 꽃이 핀다.
열매는 크기가 작은 오렌지만하고 둥글거나 납작하다.
눈처럼 흰 다육질의 과육은 두껍고 단단한 진홍색껍질이 둘러싸고 있으며 만다린 오렌지와 비슷하게 여러 조각으로 갈라져있다.
즙이 많고 결이 섬세하며 새콤하면서도 약간 떫은맛이 나는 특징을 귀하게 여겨 옛날부터 자와섬, 수마트라, 인도차이나, 필리핀 남부 등에서 재배되어왔다.
인도네시아에서는 집 주위의 뜰에서 흔히 볼 수 있는 나무이다.
1855년 영국의 온실에서 처음 열매가 맺혔고 이어서 서반구로 들어가 재배되기 시작하였는데, 서인도제도의 몇몇 지역. 특히 자메이카에 자리를 잡게 되었다.
그 뒤 과테말라, 온두라스, 파나마, 에콰도르 등에도 심게 되었다. 망고스틴은 열대 이외의 지역에서는 살지 못한다.
나무에 달린 채로 열매가 익어야 하고, 보존 가능한 기간도 짧기 때문에 생산지방의 상점에서만 찾아볼 수 있다.
어린 나무가 열매를 맺기까지 8~15년이 결리며 한 해 걸러 1번씩 좋은 열매를 얻을 수 있다.
망고스틴은 대영제국 빅토리아 여왕이 즐겨먹었다 해서 과일의 여왕으로 칭해진다. 카리브해 지역에서는 ‘신들의 음식’이라고 불릴 만큼 유명한 열대과일이다.
오래전부터 동남아에서는 민간요법으로 망고스틴 잎이나 과일껍질을 염증이나 상처의 치료 등에 사용해왔다.
그런데, 하얀 과육은 그 어떤 과일 보다 독특한 맛이 있으나 알려진 것과는 달리 비타민이나 폴리페놀 성분은 껍질에 비해 적다.
실제로 몸에 이로운 폴리페놀 성분은 두꺼운 과피와 씨 그리고 나뭇잎과 수피에 모조리 들어있다.